# Paracerceis richardsonae
Paracerceis richardsonae là một loài chân đều trong họ Sphaeromatidae. Loài này được Lombardo miêu tả khoa học năm 1988.